# Bouilly-en-Gâtinais
Bouilly-en-Gâtinais är en kommun i departementet Loiret i regionen Centre-Val de Loire strax norr Frankrikes mitt. Kommunen ligger i kantonen Pithiviers som tillhör arrondissementet Pithiviers. År 2022 hade Bouilly-en-Gâtinais 307 invånare.

## Befolkningsutveckling
Antalet invånare i kommunen Bouilly-en-Gâtinais
| Referens: INSEE |